# 比肩
比肩（ひけん）は、日本語の意味として、同等の、匹敵する、相当するなどの意味のある熟語。
使用例「交響曲にも比肩する優れた室内楽作品」
また四柱推命でも使われる概念。通変の一つ。本稿では後者について扱う。例として生年月日を干支表・暦に当てはめて甲子の日に出生したものは、甲子・甲戌・甲申・甲辰・甲寅の年月日時が比肩の時期にあたる。
すなわち生日の天干を自分自身になぞらえ、それと同じものが干支暦の天干にあらわれるときである。

## 比肩の意味
比肩はまったく自分自身と同じことから、おおむね実の兄弟を象徴する。また表裏のない自我をあらわす人物なので個性的な一面ももつ。何とか肩を比べたい－他者と肩を並べたい－とする点から、競争・別離・対立を招くこともある。

## 比肩の機能

### 生年に比肩がある場合
例として2004年（甲申年）の甲子日に出生した者があたる。2007年なら丁卯日なども該当。
- 生年の比肩は特に天干にある場合、明らかに父祖が養子の傾向が強い。結局父親が生家から離れていることの反映である。また本人も出身をあらわすところに兄弟がいるので、その人生に兄弟が影響することを示唆する。例示すると兄弟で相続争いをする、または兄弟が助力となって事業を営むなどである。
- 比肩は偏財を剋破し遠ざける。このため流動的な財産には縁遠く、「目立ちすぎてせっかくの財産が逃げてゆく」事態になりやすい。
- 女性の場合比肩は姑を表す正財・偏財を損なうことから「家事に収まらず対外的に目立つので姑の覚えが悪い」傾向になりやすい。

### 生月に比肩がある場合
- 格局として建禄格となる。独立独歩で自尊心も人一倍。

### 生日に比肩がある場合
- 配偶者が「財を奪い合う兄弟・仲間」ということから歓迎はされない。通常の結婚から外れた男女関係になりやすい。概して水星人のことである。

## 比肩の喜忌
比肩は自分自身の助力になることから、自分自身の運勢の強弱によって当否が分かれる。

### 忌神
日干が旺強のときは好まれない。日干が甲なら寅月・卯月（2月、3月）生まれであると、甲は時令を得て強い。この時は比肩は原則的には避けるべき天干にあたる。すなわち比肩の年に兄弟との争いや不要な競争に巻き込まれ、財産を失う事象が予測される。

### 喜神
日干が衰弱のときは、気概を示し活躍を助ける仲間が出現すると見る。日干が甲なら未月・申月（7月、8月）生まれであると甲は弱い。比肩の加勢によって財星にあたる必要があり、歓迎すべき用神になる。

## その他
- 比肩は妻ではない女性を示す偏財を破るが、正妻を示す正財は適度に抑える。男性の場合劫財よりも離婚する率は低いとされる。
- 表裏のない、ときに実直にすぎるまでの正直さが好感をもたれる場合も多く、個性的な俳優なども適職。